# SLNS Sayura
SLNS Sayura (Sayura, trong Tiếng Sinhala nghĩa là Biển) là soái hạm (cũ) và Tàu tuần tra thuộc biên chế Hải quân Sri Lanka.
Tàu đã từng là, INS Sarayu (P54), một tàu tuần tra lớp Sukanya của Hải quân Ấn Độ đã bán cho Hải quân Sri Lanka vào năm 2000. Tàu được nâng cấp bằng vũ khí mới ở Ấn Độ trước khi được giao cho Hải quân Sri Lanka. Ấn Độ cũng cam kết cung cấp bảo trì và sửa chữa tàu.

## Hoạt động
Sayura được giao nhiệm vụ tuần tra vùng biển xa khơi ở lãnh hải Sri Lanka và vùng biển quốc tế để ngăn chặn buôn lậu vũ khí của quân đội Những con Hổ giải phóng Tamil Trong chiến tranh Ealam lần thứ 4 sau khi được cải tạo lại ở Ấn Độ, Sayura cùng với các tàu tuần tra khác của Hải quân Sri Lanka, đã thành công đánh chặn một số tàu buôn lậu vũ khí cho Những con Hổ giải phóng Tamil. Trong tất cả các trường hợp này, các tàu bị chìm khi Hải quân tấn công tàu hải quân của Những con Hổ giải phóng Tamil bằng súng cối. Sayura cũng tham gia các cuộc tập trận quân sự Cadex 2009 với Hải quân Ấn Độ sau khi chiến tranh kết thúc.
Năm 2017, tàu đi đến Langkawi để tham gia Triển lãm Hàng hải và Không gian vũ trụ quốc tế Langkawi vào năm 2017 với một đội quân mới được thành lập Tiểu đoàn Thủy quân lục chiến Sri Lanka.
Thuyền trường đầu tiên của tàu là SMAJ Perera.

## INSSarayu
Được ủy nhiệm vào ngày 10 tháng 4 năm 1991, "Sarayu" (P54) của INS đã phục vụ với Hải quân Ấn Độ cho đến khi được bán cho Sri Lanka vào ngày 1 tháng 11 năm 2000.

## Hình ảnh

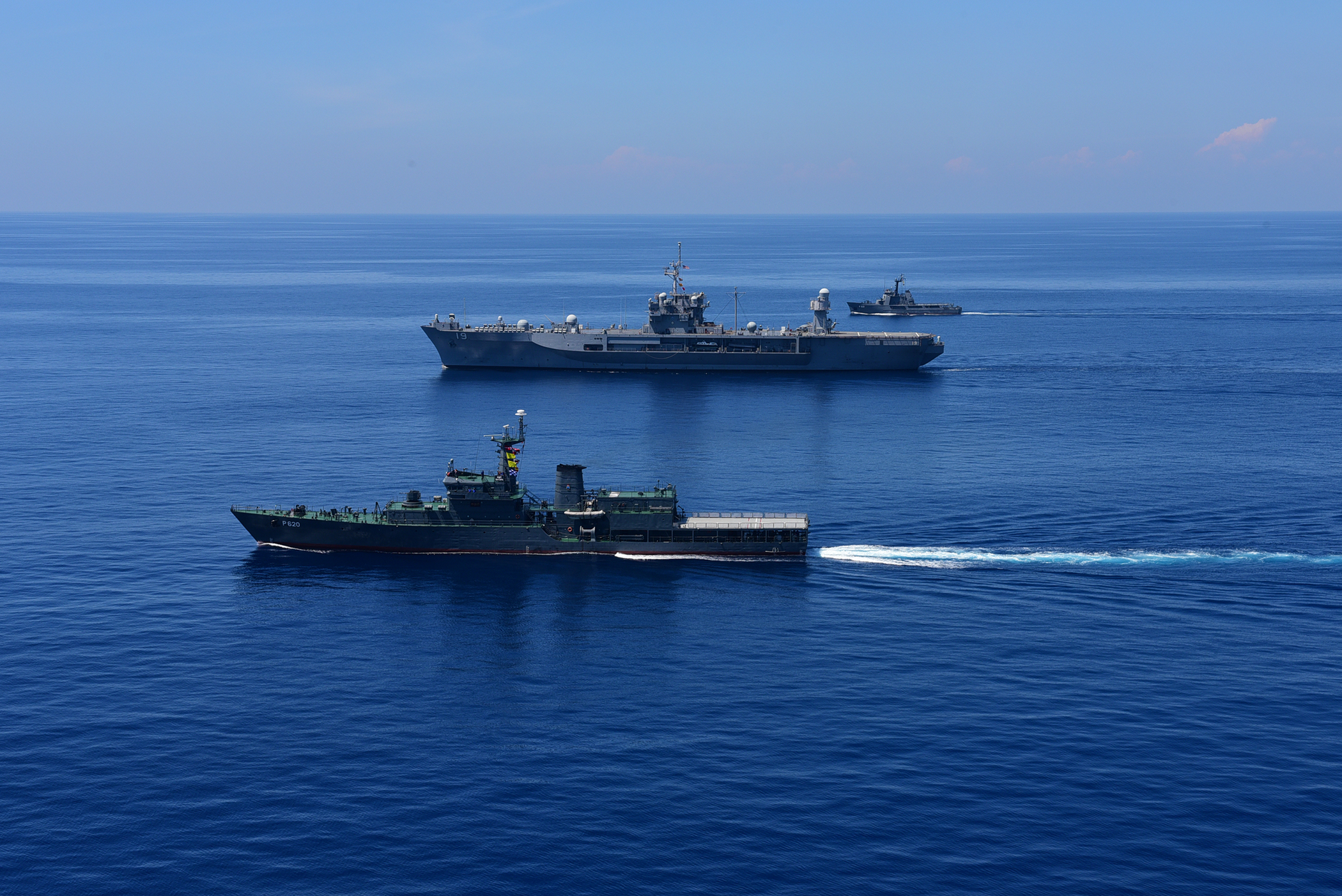
USS Blue Ridge (LCC-19) và Hải quân Sri Lankan SLNS Sayura và SLNS Samudura tàu hoạt động cùng nhau